# Societat de Literatura Finesa
La Societat de Literatura finesa (en finès: Suomalaisen Kirjallisuuden Seura o SKS) és una associació acadèmica amb seu a Hèlsinki, fundada el 1831 per a promoure la llengua, la literatura i la cultura en idioma finès.
Entre les seves primeres publicacions hi va haver el Kalevala, el poema èpic nacional finlandès, recopilat pel doctor Elias Lönnrot i publicat el 1835.